# حكومة السلفادور
حكومة السلفادور هي جمهورية ديمقراطية تمثيلية رئاسية. مقر الحكومة المركزية في سان سلفادور.

## السلطة التنفيذية

### رئيس السلفادور

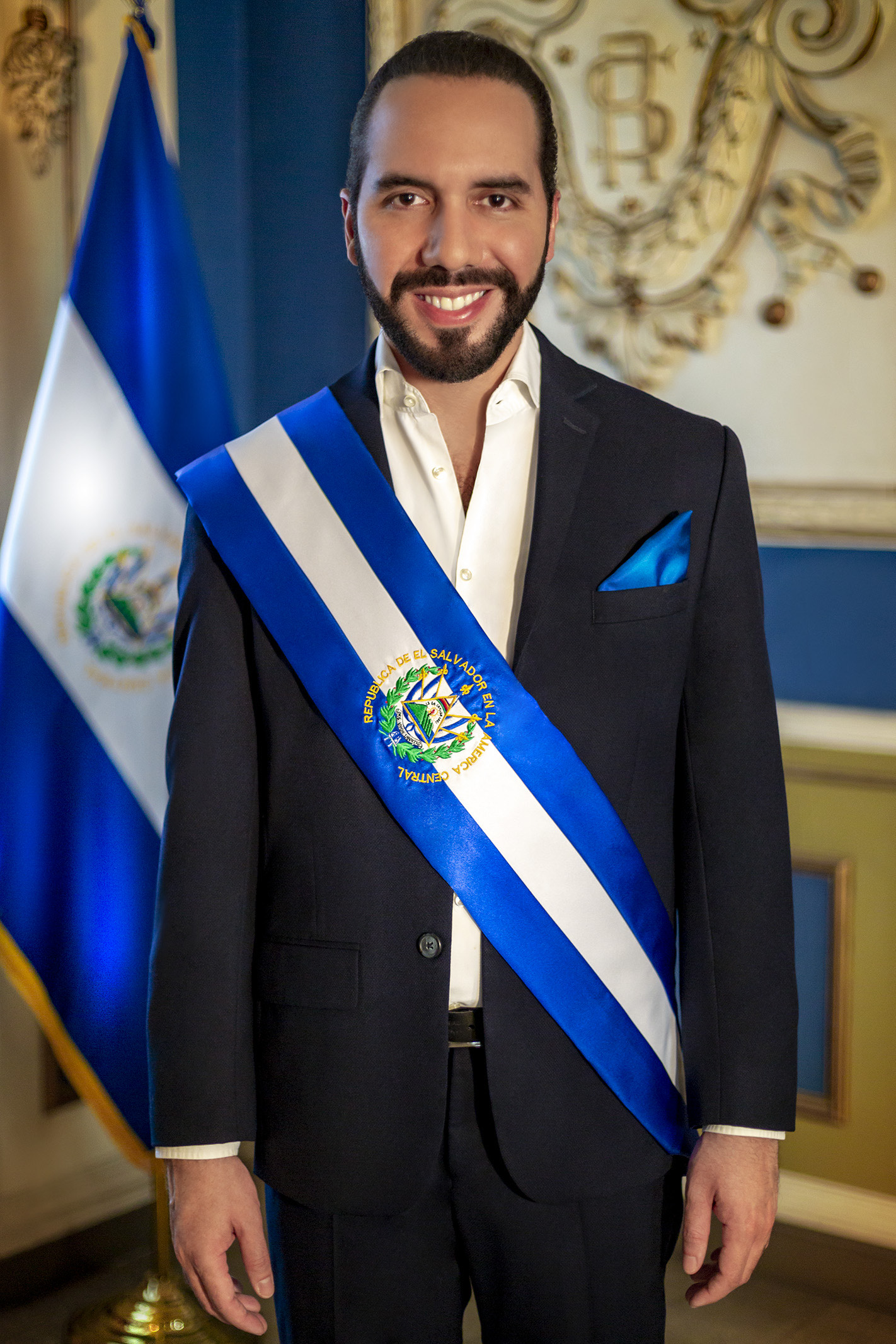
الرئيس نجيب بقيلة.

تنتخب السلفادور رئيس الدولة، رئيس السلفادور، مباشرة من خلال انتخابات عامة في موعد محدد يتم تحديد الفائز بالأغلبية المطلقة. إذا لم يتم تحقيق الأغلبية المطلقة من قبل أي مرشح في الجولة الأولى من الانتخابات الرئاسية، يتم إجراء انتخابات الإعادة بعد 30 يومًا بين المرشحين اللذين حصلا على أكبر عدد من الأصوات في الجولة الأولى. مدة الرئاسة خمس سنوات ولا يجوز إعادة الانتخاب.

### مجلس الوزراء
تتكون السلطة التنفيذية لحكومة السلفادور من الوزارت التالية، ويقود كل منها وزير:
- الزراعة والثروة الحيوانية
- الاقتصاد
- التعلم
- البيئة والموارد الطبيعية
- التمويل
- العلاقات الخارجية
- الحكومة
- الرياضة
- العمل والرعاية الاجتماعية
- الأمن العام والعدالة
- الأشغال العامة
- السياحة
- مدعي عام

### جيش السلفادور
تتولى وزارة الدفاع في السلفادور قيادة القوات المسلحة المكونة من الفروع التالية:
- جيش السلفادور
- بحرية السلفادور
- سلاح الجو السلفادور

### السلطة التشريعية

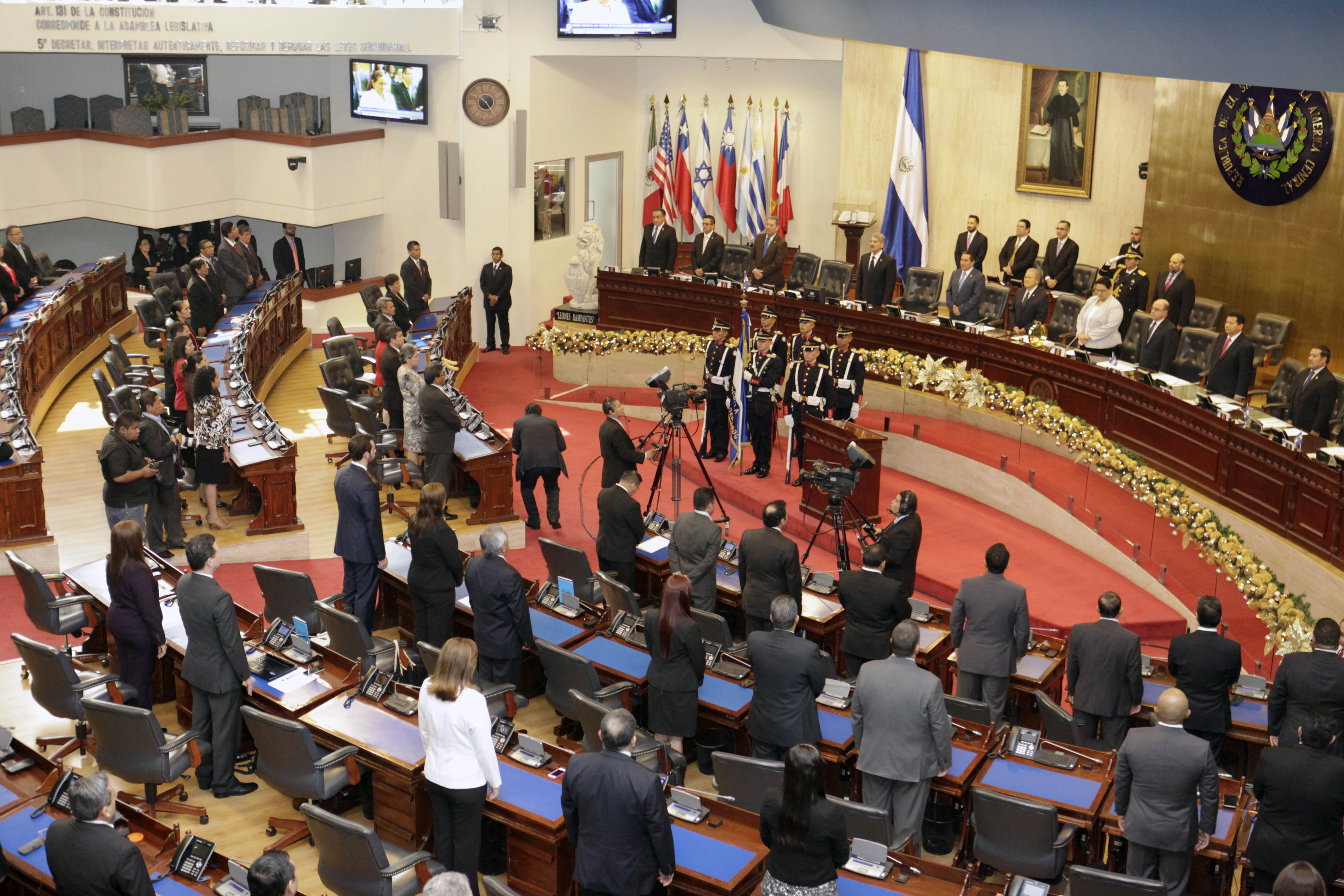
الجمعية التشريعية للسالفادور

الهيئة التشريعية السلفادورية هي هيئة ذات مجلس واحد. وهي تتألف من 84 نائباً، يتم انتخابهم جميعاً بالاقتراع الشعبي المباشر وفقاً للتمثيل النسبي لقائمة مغلقة لمدة ثلاث سنوات ويحق لهم إعادة انتخابهم على الفور. من بين هؤلاء، يتم انتخاب 64 في 14 دائرة انتخابية متعددة المقاعد، بما يتوافق مع 14 إدارة في البلاد، ويتراوح عدد نواب كل منها بين 3 و 16 نائباً. يتم اختيار النواب العشرين الباقين على أساس دائرة انتخابية وطنية واحدة.